# Joseph Zito
Joseph Zito (Nueva York, 14 de mayo de 1946) es un director y productor de cine y televisión estadounidense, reconocido por haber dirigido películas en la década de 1980 como Missing in Action, Invasion U.S.A., Red Scorpion, The Prowler y Friday the 13th: The Final Chapter. Entre 1985 y 1986, Zito pasó un año en preproducción para la realización de una película basada en el Hombre Araña, proyecto que nunca se pudo concretar. En la década de 2000 retornó a la dirección en cine con la película Delta Force One: The Lost Patrol.

## Filmografía

### Cine
| Año  | Título                             | Director | Productor | Productor ejecutivo |
| ---- | ---------------------------------- | -------- | --------- | ------------------- |
| 1975 | Abduction                          | Sí       |           |                     |
| 1979 | Bloodrage                          | Sí       | Sí        |                     |
| 1981 | The Prowler                        | Sí       | Sí        |                     |
| 1984 | Friday the 13th: The Final Chapter | Sí       |           |                     |
| 1984 | Missing in Action                  | Sí       |           |                     |
| 1985 | Invasion U.S.A.                    | Sí       |           |                     |
| 1988 | Red Scorpion                       | Sí       |           |                     |
| 2000 | Delta Force One: The Lost Patrol   | Sí       |           | Sí                  |
| 2003 | Power Play                         | Sí       |           |                     |

### Televisión
| Año       | Título           | Director | Productor | Productor ejecutivo | Notas        |
| --------- | ---------------- | -------- | --------- | ------------------- | ------------ |
| 2007–2013 | Critical Moments |          | Sí        |                     | 97 episodios |
| 2017      | Medinah          |          | Sí        |                     | 6 episodios  |

### Otros trabajos
| Año  | Título                                | Director | Productor | Productor ejecutivo | Notas                         |
| ---- | ------------------------------------- | -------- | --------- | ------------------- | ----------------------------- |
| 1986 | "He's Back (The Man Behind the Mask)" | Sí       |           | Sí                  | Vídeo musical de Alice Cooper |
| 2015 | "Media Wars"                          |          | Sí        |                     | Videojuego                    |